# Friedrichsbrücke (Berlin)
Friedrichsbrücke er en bro i Berlin der krydser Spree mellem Museumsøen og bydelen Berlin-Mitte. Broen forbinder Anna-Louisa-Karsch-Straße med Bodestraße. Siden opførelsen i 1703 er broen gentagne gange blevet renoveret. Friedrichsbrücke betragtes i dag som et beskyttet monument.

## Tidslinje
Her er en kort oversigt over nedslag i broens historie:
- 1703: Opførelse af en træbro, kendt som den Store Bro til Pomeranze.
- 1769: Opførelse af en hvælvet murbro med en klap i midten.
- 1792: Omdøbt Friedrichsbrücke efter Frederik den store af Preussen.
- 1823: Udskiftning af hvelv og broklap med Tutor-hvælvinger i støbejern.
- 1873-1875: Broen udvides fra 9,9 meter til 16 meter og redesignes som en bro med seks spænd med stensøjler og støbejernsplader.
- 1893-1894: Friedrichsbrücke genopbygges for at opnå højere højde, der kræves af skibsfart. Obelisker tilføjes ved broens ender og udvides til de historiske 27 meter i bredden.
- 1945: Sprænges af Wehrmacht.
- 1950-1951: Opførelse af en midlertidig træbro.
- 1981: Opførelse af en forspændt betonramme som gangbro uden bropiller, der strækker sig 56,6 meter henover floden.
- 2012-i dag: Genopbygning af broen til den historiske bredde på 27 meter.